# Husain
Husain is een plaats in de gemeente Kutina in de Kroatische provincie Sisak-Moslavina. De plaats telt 1002 inwoners (2001).